# Armando Alfageme
Armando Alfageme (Lima, 3 de noviembre de 1990) es un futbolista peruano. Juega como Centrocampista y su equipo actual es Universidad San Martín  de la Segunda División del Perú Tiene 34 años.

## Trayectoria
Armando Alfageme fue formado en las divisiones menores del Deportivo Real. En 2007 llegó a Universitario de Deportes y ese mismo año entrenó con el primer equipo dirigido por Ricardo Gareca. Hizo su debut oficial en primera división el 6 de diciembre de 2009 ante F. B. C. Melgar, partido que terminó con marcador de 5-0 a favor de los arequipeños. En el año 2010 fue el capitán del equipo de reservas. Debido a la crisis económica del club y teniendo un año más de contrato, decidió marcharse al recién ascendido Real Garcilaso, sin embargo, jugó solo en la reserva del club cuzqueño.
Al siguiente año se marchó a la Universidad Técnica de Cajamarca con el técnico Rafael Castillo, logró alternar en varios partidos sin mayor protagonismo, sin embargo, formó parte del plantel que clasificó a la Copa Sudamericana 2014. En el año 2014, rechazó una propuesta de San Simón de Moquegua, para fichar por Deportivo Municipal, finalmente salió campeón de la Segunda División Peruana siendo elegido como el mejor mediocampista defensivo. En 2015 hizo una buena campaña con el cuadro edil clasificando a la Copa Sudamericana 2016, perdiendo en primera ronda y jugando todos los partidos. En 2016 renovó su contrato con Deportivo Municipal para disputar la Copa Libertadores 2017 luego de perder en las semifinales del Campeonato Descentralizado 2016.
Después de cuatro años en Municipal el 26 de diciembre de 2018 fue oficializado como nuevo refuerzo de Universitario de Deportes después de siete años con un contrato de dos años. En su primer año en la institución merengue fue uno de los jugadores más regulares, jugando un total de 28 partidos siendo uno de los jugadores más importantes. En el año 2020 disputó la Copa Libertadores, perdiendo en la segunda ronda contra Cerro Porteño. Fue una de las piezas fundamentales del esquema de Ángel Comizzo, además logró ser campeón del Torneo Apertura, sin embargo, perderían la final contra Sporting Cristal. El 6 de enero se confirmó su renovación por dos temporadas más, para afrontar la Copa Libertadores 2021 y Liga 1 2021. Jugó el partido de vuelta por la Copa Libertadores 2022 frente a Barcelona, quedando su club eliminado en la segunda ronda por un global de 3-0.

## Selección nacional
Ha sido internacional con la selección de fútbol del Perú en 2 ocasiones. Su debut se produjo el 28 de mayo de 2016 en un encuentro amistoso ante la selección de Trinidad y Tobago que finalizó con marcador de 4-0 a favor de los peruanos. El 20 de mayo de 2016 el entrenador Ricardo Gareca, lo incluyó en la nómina de 23 jugadores convocados para disputar la Copa América Centenario, donde el seleccionado peruano avanzó hasta los cuartos de final.

### Participaciones en Copa América
| Torneo                  | Sede           | Resultado        | Partidos | Goles |
| ----------------------- | -------------- | ---------------- | -------- | ----- |
| Copa América Centenario | Estados Unidos | Cuartos de final | 1        | 0     |

## Estadísticas

### Clubes
Actualizado el 8 de octubre de 2023.
| Club                             | Div.          | Temporada     | Liga  | Liga  | Copas nacionales | Copas nacionales | Copas internacionales | Copas internacionales | Total | Total |
| Club                             | Div.          | Temporada     | Part. | Goles | Part.            | Goles            | Part.                 | Goles                 | Part. | Goles |
| -------------------------------- | ------------- | ------------- | ----- | ----- | ---------------- | ---------------- | --------------------- | --------------------- | ----- | ----- |
| Universitario de Deportes · Perú | 1.ª           | 2009          | 1     | 0     | -                | -                | -                     | -                     | 1     | 0     |
| Universitario de Deportes · Perú | 1.ª           | 2010          | -     | -     | -                | -                | -                     | -                     | -     | -     |
| Universitario de Deportes · Perú | 1.ª           | 2011          | 1     | 0     | -                | -                | -                     | -                     | 1     | 0     |
| Cusco FC · Perú                  | 1.ª           | 2012          | -     | -     | -                | -                | -                     | -                     | -     | -     |
| Cusco FC · Perú                  | Total club    | Total club    | 0     | 0     | 0                | 0                | 0                     | 0                     | 8     | 0     |
| UTC · Perú                       | 1.ª           | 2013          | 23    | 0     | -                | -                | -                     | -                     | 23    | 0     |
| UTC · Perú                       | Total club    | Total club    | 23    | 0     | 0                | 0                | 0                     | 0                     | 23    | 0     |
| Deportivo Municipal · Perú       | 2.ª           | 2014          | 28    | 1     | -                | -                | -                     | -                     | 28    | 1     |
| Deportivo Municipal · Perú       | 1.ª           | 2015          | 30    | 1     | 8                | 0                | -                     | -                     | 38    | 1     |
| Deportivo Municipal · Perú       | 1.ª           | 2016          | 39    | 0     | -                | -                | 2                     | 0                     | 41    | 0     |
| Deportivo Municipal · Perú       | 1.ª           | 2017          | 37    | 0     | -                | -                | 2                     | 0                     | 39    | 0     |
| Deportivo Municipal · Perú       | 1.ª           | 2018          | 36    | 1     | -                | -                | -                     | -                     | 36    | 1     |
| Deportivo Municipal · Perú       | Total club    | Total club    | 170   | 3     | 8                | 0                | 4                     | 0                     | 182   | 3     |
| Universitario de Deportes · Perú | 1.ª           | 2019          | 28    | 0     | 2                | 0                | -                     | -                     | 30    | 0     |
| Universitario de Deportes · Perú | 1.ª           | 2020          | 22    | 0     | -                | -                | 3                     | 0                     | 25    | 0     |
| Universitario de Deportes · Perú | 1.ª           | 2021          | 22    | 0     | 1                | 0                | 6                     | 0                     | 29    | 0     |
| Universitario de Deportes · Perú | 1.ª           | 2022          | 8     | 0     | -                | -                | 1                     | 0                     | 9     | 0     |
| Universitario de Deportes · Perú | Total club    | Total club    | 82    | 0     | 3                | 0                | 10                    | 0                     | 95    | 0     |
| ADT · Perú                       | 1.ª           | 2022          | 16    | 0     | -                | -                | -                     | -                     | 16    | 0     |
| ADT · Perú                       | 1.ª           | 2023          | 29    | 0     | -                | -                | -                     | -                     | 29    | 0     |
| ADT · Perú                       | Total club    | Total club    | 45    | 0     | 0                | 0                | 0                     | 0                     | 45    | 0     |
| Total carrera                    | Total carrera | Total carrera | 320   | 3     | 11               | 0                | 14                    | 0                     | 345   | 3     |

## Palmarés

### Títulos nacionales
| Título                    | Club                      | País | Año  |
| ------------------------- | ------------------------- | ---- | ---- |
| Primera División del Perú | Universitario de Deportes | Perú | 2009 |
| Segunda División del Perú | Deportivo Municipal       | Perú | 2014 |
| Torneo Apertura           | Universitario de Deportes | Perú | 2020 |

### Distinciones individuales
| Distinción                                        | Año  |
| ------------------------------------------------- | ---- |
| Jugador Destacado de la Segunda División del Perú | 2014 |